# Luk
Lúk (znanstveno ime Allium) je rod zelnatih trajnic iz družine lukovk (Alliaceae) s podzemnimi čebulicami, korenikami ali vlaknatimi korenikami. Nekatere vrste so užitne. Skoraj vse imajo pritlične liste, ki imajo zmečkani značilen vonj po česnu. Večina jih ima majhne cvetove, ki so v gostem kroglastem ali pa kobulastem socvetju na vrhu cvetnega stebla. Posušeni cvetovi nekaterih vrst so lahko pozimi lep sobni okras.